# Тони (фильм)
«Тони» (фр. Toni) — французский художественный фильм-драма Жана Ренуара, снятый в 1934 году и вышедший на экраны в 1935 году. Фильм расценивается киноведами как важный этап в развитии социального, реалистического кинематографа и считается одним из предшественников итальянского неореализма.

## Сюжет
Фильму предпослан следующий авторский текст: «Действие происходит на юге Франции, где природа, отвергая дух Вавилона, умело осуществляет слияние рас». Группа испанских и итальянских  иммигрантов прибывают в поисках счастья на юг Франции. Среди них итальянский рабочий Антонио, который ранее уже работал во Франции. Тони снимает комнату у Мари,  с которой у него завязывается романтические отношения, но через некоторое время он к ней охладевает и его начинает тяготить их связь. Мари понимает это и подозревает, что в этом виновата другая женщина, испанка Жозефа, которая живёт на ферме вместе со своим дядей Себастьяном и двоюродным братом Габи. Тони действительно увлечён Жозефой и думает о совместной жизни с ней. Однако у него есть соперник — Альбер, десятник на карьере, где он работает. Тони просит руки Жозефы у её дяди Себастьяна и получает согласие, но когда он хочет сообщить ей об этом, то застаёт её в зарослях в объятиях Альбера и отказывается от своих намерений. Жозефа и Альбер заключают брак, у них рождается дочь, но между ними нет согласия. Тони продолжает жить с Мари, которая ревнует его к Жозефе. Себастьян умирает и перед смертью просит Тони позаботиться о племяннице и её с Альбером дочке, став её крёстным отцом. Мари из ревности не отпускает Тони на похороны, а также не хочет позволить ему крестить внучку Себастьяна. Между ними возникает скандал, и Мари  говорит, что покончит жизнь самоубийством, но Тони ей не верит. Она действительно пытается утопиться, но её спасают. Придя в себя, она говорит, что не хочет больше видеть Тони, и запрещает ему возвращаться домой.
Габи уговорил Жозефу украсть у Альбера деньги, которые он носит в мешочке на шее, и потом вместе бежать. Однако Альбер просыпается и сечет жену ремнём; она подбирает оброненный им пистолет и стреляет в него. Альбер убит. Габи и Тони слышат выстрел, и приходят в дом; после этого Габи, забрав деньги, бросает Жозефу и, не попрощавшись, уезжает. Тони и Жозефа решают вывезти труп в лес и инсценировать самоубийство, но жандарм застает Тони над телом. Тони берёт вину на себя и говорит, что это он убил Альбера. Жандарм ведет Тони в полицию, но ему удаётся сбежать от жандарма. За ним организуется погоня. Узнав об этом, Жозефа идёт в полицию и признаётся в убийстве. Скрываясь от полиции, Тони пересекает железнодорожный мост, и на выходе сталкивается с охотником, которому полицейские поручили его охранять. В случае появления Тони он должен был предупредить их выстрелом из ружья в воздух. Тони просит охотника пропустить его, но тот стреляет в него и смертельно ранит его. Он умирает на руках своего друга Фернана, Жозефа сдаётся полиции, а на железнодорожный вокзал прибывает в поисках лучшей жизни новая группа иммигрантов, как это три года назад сделал и Тони.

## Над фильмом работали
Актёрский состав:
| Шарль Блаветт    | Антонио Канова, по прозвищу Тони |
| Женни Элиа       | Мари                             |
| Селиа Монтальван | Жозефа                           |
| Эдуар Дельмон    | Фернан                           |
| Макс Дальбан     | Альбер                           |
| Андрекс          | Габи                             |
| Андре Ковашевич  | Себастьян                        |
| Поль Боцци       | Жан Боцци, гитарист              |
| Флоранси         | аббат Бурнисьен                  |
| Ле Виган         | Лере                             |
| Ромен Буке       | мэтр Гийомен, нотариус           |
| Жорж Каюзак      | папаша Руо                       |
| Жорж де Небур    | маркиз де Вобьессар              |
| Анри Вильбер     | доктор Каниве                    |

Съёмочная группа:
| Роль            | Имя                             |
| --------------- | ------------------------------- |
| Авторы сценария | Жан Ренуар, Карл Эйнштейн       |
| Диалоги         | Жан Ренуар, Карл Эйнштейн       |
| Режиссёр        | Жан Ренуар                      |
| Оператор        | Клод Ренуар                     |
| Художник        | Леон Бурелли, Мариус Брокье     |
| Монтажёр        | Маргерит Ренуар, Сюзанн де Труа |
| Производство    | Les Films d'aujourd'hui         |
| Продюсер        | Пьер Го                         |

## Создание

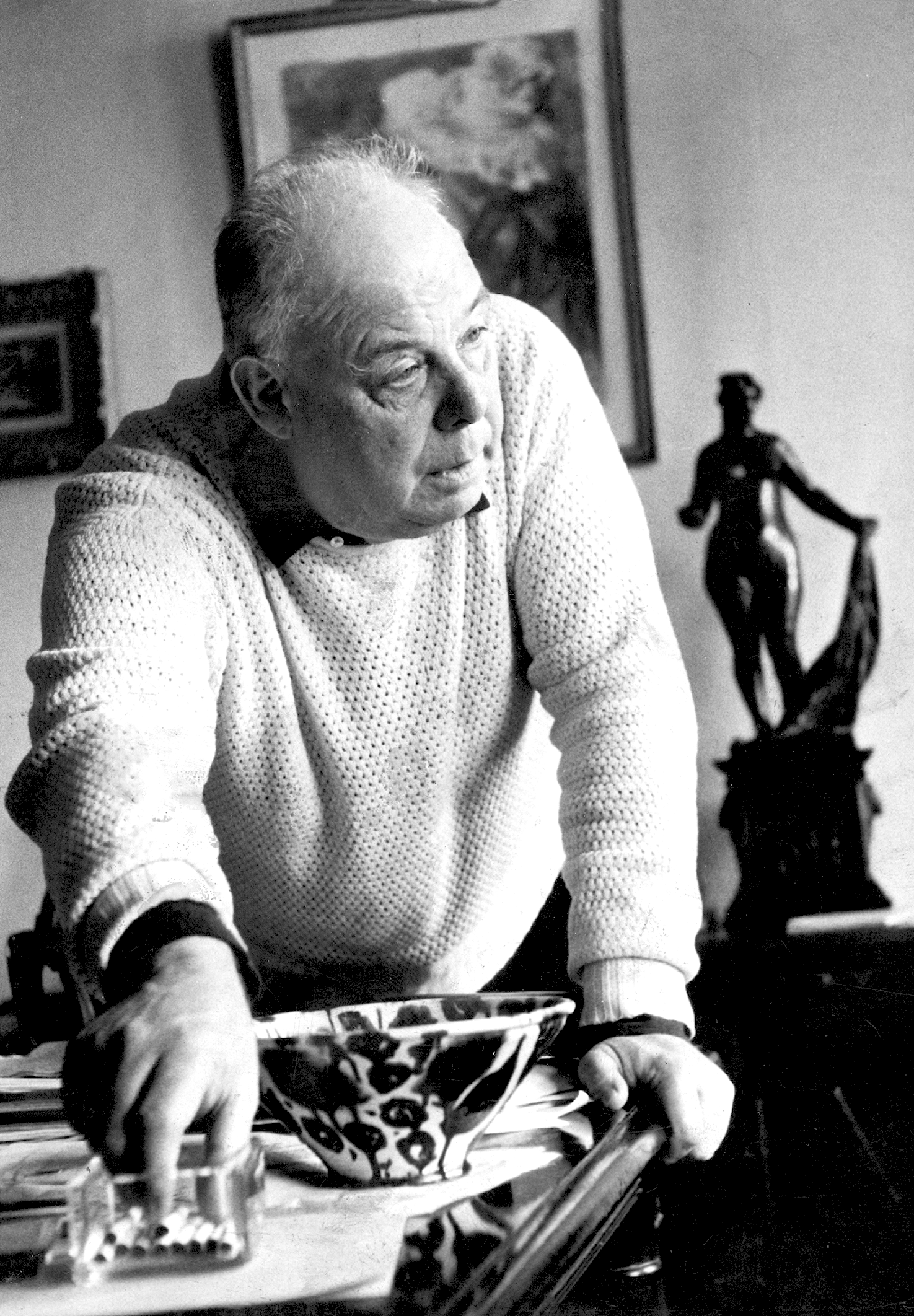
Жан Ренуар

В середине 1930-х годов во Франции сформировалась новая кинематографическая школа, представленная именами таких режиссёров, как Жак Фейдер, Жан Ренуар, Марсель Карне, Жюльен Дювивье. В фильмах представителей этой школы, которую историк кино Жорж Садуль назвал «реалистической» (и даже «натуралистической»), имеется также некоторое сходство с творчеством Рене Клера и Жана Виго. Как указывал Садуль, к этому направлению французского кинонатурализма вполне может быть отнесён преуспевающий театральный драматург Марсель Паньоль, чью манеру перенесения на экран театральных пьес посредством «консервирования театра», неоднозначно воспринимали кинематографисты. Паньоль экранизировал ряд своих пьес, имевших коммерческий успех, и стал кинопродюсером, а в 1934 году на его средства Жан Ренуар поставил фильм «Тони», при создании которого режиссёр пользовался такой творческой свободой, какую ему никогда ранее не предоставляли другие продюсеры.
Сценарий картины был позаимствован из французской криминальной хроники, обогащённой показаниями свидетелей и очевидцев. По словам историка кино Ежи Тёплица, «История любви, ревности и убийства» была основана на подлинных фактах судебной хроники 1920-х годов, которые сообщил режиссёру его друг Жак Мортье (они вместе учились в коллеже и Мортье был свидетелем на свадьбе с Катрин Гесслинг), занимавший пост полицейского комиссара провансальского города Мартиг, который часто называют «французской Венецией», «провансальской Венецией». Этот живописный город облюбовали художники и кинематографисты, которые сняли здесь десятки фильмов. По словам режиссёра, он перенёс эту историю на экран практически без изменений. В начальных титрах ленты указывается, что это «подлинная история», созданная Ренуаром на основе документальных материалов, собранных Жаком Левером (фр. Jacques Levert, литературный псевдоним Жака Мортье) для своего неоконченного романа «Тони». Герои фильма имеют подлинные черты жителей юга Франции. Режиссёр писал о них:  
Их южный акцент был столь же подлинным, как и пейзаж Мартига, что служил фоном фильма. Впервые в жизни мне казалось, что я написал сценарий, все элементы которого естественно дополняли друг друга, но не по причине интриги, а благодаря некоему природному равновесию.— Жан Ренуар. «Моя жизнь и мои фильмы».

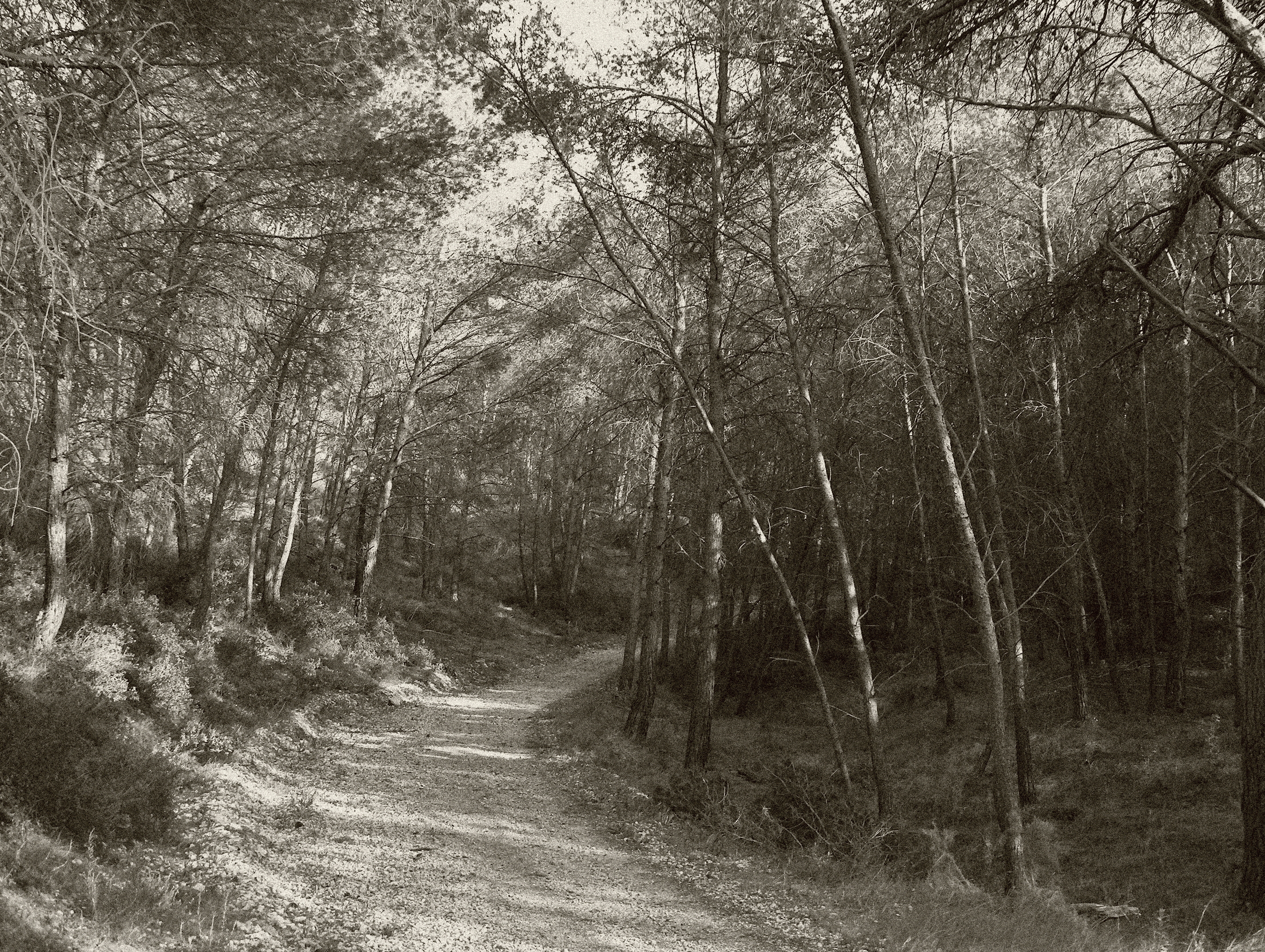
Сосновый лес в Мартиге

В Марселе у Паньоля располагалась собственная киностудия, прокатная организация (фр. Les Films Marcel Pagnol) и кинозал на главной городской улице Канебьер. Во время создания фильма Ренуар арендовал квартиру неподалёку от студии и проводил свободное время со съёмочной группой, в частности играл в петанк. Картина была снята на юге Франции в Мартиге и в Шатонеф-ле-Мартиг (департамент Буш-дю-Рон). Кроме нескольких профессиональных актёров, в фильме снимались любители, местные жители.
В создании сценария участвовал немецкий поэт и прозаик-экспериментатор, анархист по своим политическим взглядам Карл Эйнштейн. Во время съёмок режиссёр не придерживался строго сценария, а много импровизировал, придумывал новые сцены, диалоги. В своих мемуарах «Моя жизнь и мои фильмы» Ренуар отмечал, что по прошествии времени, когда он уже лучше стал разбираться в кинематографе, он понял, что главное  в фильме это «отсутствие „звёзд“». При этом речь идет об отсутствии «не только „звёзд“-актёров, но и „звёзд“-декораций и даже „звёзд“-ситуаций». Главной целью фильма, как писал Ренуар, было создать «впечатление, что я, спрятав в кармане кинокамеру и микрофон, снимаю всё, попадающееся на пути, не производя никакого отбора материала».
Ренуар старался избегать излишнего драматизма, ему были равно важны и простая крестьянка, стирающая белье в одном из эпизодов, и главный герой. По словам режиссёра, при создании фильма у него имелось несколько концепций, к которым он относил тщательно продуманные крупные планы, служащие средством охарактеризовать персонажей «в стиле откровенном и даже оголенном», а применение натурных съёмок предоставляло возможность отобразить на экране «совершенно безыскусный реализм». Одна из сцен (едва ли не лучшая по мнению автора), не вошла в экранную версию из-за возражений прокатчиков. В ней показано, как Тони и Жозефа везут на тележке спрятанный под грудой белья труп убитого, по пути им встречаются три корсиканских угольщика, которые, таким образом, сами того не подозревая, сопровождают «похоронную процессию», напевая свои весёлые песенки. Как отмечал позже режиссёр, этот фильм ускорил его расставание с понятием «царственного индивидуума», он явственно стал ощущать важность единства, необходимости «слиться с людьми»:
„Тони“, снятый на скромные средства, покончил с моими мечтами о прямолинейном реализме, в котором я видел полное поражение мушкетёра и героев мелодрамы. Как я ошибался! Надеясь снять жалкую авантюру, почерпнутую из настоящей жизни, я, почти помимо своей воли, рассказывал душераздирающую и поэтичную историю любви.— Жан Ренуар. «Моя жизнь и мои фильмы».
Во время работы над фильмом Ренуар встретил своего бывшего военного сослуживца Пэнсара, бывшего унтер-офицера, дослужившегося до генерала, с которым они вспомнили годы Первой мировой войны. Вдохновившись этими воспоминаниями, режиссёр изложил сценаристу Шарлю Спааку идею фильма о французских военнопленных, что позднее привело к созданию одного из самых известных фильмов режиссёра — «Великая иллюзия». Темы, затронутые в «Тони», нашли отражение в позднем фильме режиссёра — «Река», снятом в Индии, который, по его словам, в целом воспроизводит сюжет его более ранней работы, только на индийском материале.
«Тони» вышел в прокат 22 февраля 1935 года в Париже, но не имел зрительского успеха.

## Влияние на итальянский неореализм
Картина имела только посредственный коммерческий успех, однако она расценивается киноведами как важный этап в развитии социального, реалистического кинематографа и считается одним из предшественников итальянского неореализма..

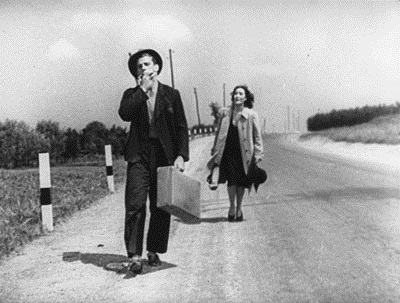
Кадр из фильма «Одержимость» Лукино Висконти

По мнению советского киноведа И. И. Лищинского, эта картина стала, как для Ренуара, так и для всего французского кинематографа, «открытием, постижением новой, дотоле кинематографистам неведомой сферы, постижением новых людей, отношений, чувств, открытием нового выразительного языка». Пьер Лепроон, отмечая, что фильм относится к так называемой «Провансальской школе», писал, что он обозначил тенденцию к «французскому неореализму, уже содержащему в себе некоторые черты будущего итальянского неореализма». К чертам, сближающим эти направления, Лепроон относил отказ от павильонных съёмок, простоту и ясность действия фильма, ориентированного на широкие зрительские круги (отсюда и очевидный уклон в мелодраму), отказ от  привлечения «кинозвёзд». Тот же автор, отмечая как факт то, какое важное место занимает фильм в истории киноискусства, в то же время указывал на его несколько наивный характер, в котором ещё отражалась неопытность постановщика. Андре Базен также отмечал роль Ренуара в возникновении итальянской неореалистической школы, так как первое крупное произведение этого течения — «Одержимость» Лукино Висконти, который некоторое время был ассистентом Ренуара (их познакомила Коко Шанель), а также поклонником его творчества. По мнению Базена, за восемь лет до того этот фильм французского режиссёра «поистине пророчил современный неореализм». По словам С. И. Юткевича, после нескольких лет ассистентуры у французского режиссёра Висконти вернулся в Италию «обладателем секретов киноремесла». По наблюдению историка кино Жоржа Садуля, особенно сильное влияние Ренуар оказал на творчество Роберто Росселлини и Висконти. Базен относил к общим эстетическим принципам фильма Ренуара и продукции итальянских неореалистов следующие черты: в основе фильма находится реальный жизненный факт, действие происходит в реальной естественной обстановке и снимается на натуре, для исполнения некоторых ролей привлечено местное население, в том числе итальянские рабочие. Однако при этом, Ренуар, которого Базен называет моралистом, показывая на экране с «редкостным реализмом эту природную и социальную среду», направляет фильм в сторону отображения морали личных отношений: «отсылки к действительному происшествию служат ему только порукой и алиби, избавляющими от всякого психологического реализма». Также Базен находит различие в эстетике неореализма и фильма «Тони» в том, что французский кинореализм развивался в других условиях, традициях, а также другим путём, базируясь на основе «натуралистического романтизма», находясь в зависимости от значительно стилизованной социальной мифологии, которая придала единство французской школе второй половины 1930-х годов.
По мнению Лищинского, между «Тони» и фильмами итальянского неореализма можно выделить некоторые различия, к которым он прежде всего относит: драматургическое развитие сюжета и другие пути взаимоотношения автора и его героя. По его мнению, сюжет фильма не выражает внутренних закономерностей жизни персонажей, так как режиссёр, показывая социальные проблемы, строит развитие своих персонажей по не соответствующим их характерам драматургическим путям. Кроме того, присутствует некоторая разобщённость, так как Ренуара и его героя Тони разделяет некий барьер, который постановщик не пытается преодолеть: «Он смотрит на своих героев сочувственно, с полнейшей симпатией, но чуть-чуть со стороны. Этот сторонний взгляд — в этнографичности фильма, в приблизительности психологических движений, в отсутствии деталей, без которых картина неполна». Однако, по мнению советского критика, такая стилистика в этой картине Ренуара смотрится естественно.
Итальянский режиссёр Джузеппе Феррара отмечает влияние предвоенного французского кино на формирующийся неореализм, но также видит и их различие: «То обстоятельство, что фильм Висконти связан с творческим опытом Ренуара, Карне и даже Дювивье, отнюдь не является его недостатком,— лучшую исходную позицию трудно себе представить. При перенесении французского метода на итальянскую почву французский „вкус “ претерпевает значительные изменения, и не только в отношении содержания фильма». Британский кинодокументалист, историк и теоретик кино Пол Рота относит Ренуара к основоположникам неореализма, и именно за фильм «Тони».
Высказался по этой теме и Ренуар. По его словам, то, что «Тони» часто представляют в качестве предшественника итальянского неореализма, не совсем верно, так как фильмы этого направления «представляют собой замечательные драматические произведения, а я в „Тони “старался избегать драматизма». Ещё одно существенное отличие заключается в том, что, в отличие от Ренуара, итальянские кинематографисты звуковое сопровождение фильма дублируют, в противоположность французскому режиссёру, который известен своей страстью к подлинности, достоверности звука: «Я предпочитаю с технической точки зрения плохой, но записанный одновременно с кадром звук превосходному, но записанному после съёмок. Итальянцы не уделяют звуку никакого внимания, они всё дублируют».

## Критика и оценки
Американский писатель и теоретик кино Джон Лоусон писал, что к середине 1930-х годов Ренуар стал наиболее значительной фигурой французского кино того периода, а новый этап в его творчестве связан именно с созданием «Тони». Несмотря на некоторые не изжитые ещё приметы натурализма, в этой работе осуществлён переход за его рамки, так как убийство рассматривается в нём не просто как факт насилия, а как общественное явление. По мнению Жоржа Садуля, опора на подлинный факт из криминальной хроники, а также реалистичность сюжета, позволили Ренуару в этом фильме показать картины жизни рабочих, что редко до того времени попадало на экраны американских и французских картин. Эта картина позволила подойти к изображению одного их животрепещущих повседневных вопросов — проблеме рабочих-иммигрантов. По наблюдению того же автора, режиссёр, используя в фильме тщательно отобранный им материал, применил также «случайные методы Паньоля» и продуманные методы советского кинематографа. По мнению Садуля, Ренуар нашёл в этой картине сдержанный и простой тон, чего ему не хватало в предыдущих его произведениях, отмеченных влиянием натурализма, таких как «Нана» и «Сука»:
Так, „Тони“ стал одним из тех редких произведений французского кинонатурализма, которые отмечены печатью подлинного реализма. Факт уголовной хроники — здесь только повод, а не главное содержание; главное — картина жизни общества, правдивая и совершенная по своей пластичности.
Биограф режиссёра Жан Беранже (Jean Beranger) отзывался о «Тони», что он «на десять лет опередил своё время, наметив путь самым большим удачам итальянского неореализма». Как отмечал Жак Брюниус (Jacques Brunius), картина представляет собой краткий «период Паньоля» в фильмографии мастера: «Ренуар, забавляясь, как будто говорит Марселю Паньолю: „В конечном счёте в ваших фильмах столько слабостей и условностей… Позвольте я покажу вам, как это делается!“ И, в самом деле, он показал, и блистательно».
По мнению Андре Базена,  «Тони» наверняка не может быть причислен к лучшим и совершеннейшим из довоенных фильмов режиссёра. Мало того, по его оценке, эта картина изобилует недостатками. Однако при этом, наряду с шедевром Ренуара «Правила игры», «Тони» является одним из наиболее интересных его фильмов, в котором режиссер зашёл дальше всего в некоторых поисках, относящихся как к его творчеству, так и к кинематографу в целом. По наблюдению того же автора, нравственный смысл «Тони» уже предваряет в явно выраженной форме подобный же смысл «Правил игры», а также и более поздних его фильмов: «Впрочем, если „Тони“ предвосхищает „Правила игры“, то  и „Правила игры“ помнят о „Тони“».
Польский историк кино Ежи Тёплиц называл ленту «сигналом грядущих перемен» для французского кинематографа. Его стилистику Тёплиц характеризовал, как суровую и даже жестокую, при этом Ренуар не эксплуатировал известных актёров и не привлекал аудиторию пышностью постановки. Даже показанные картины Прованса лишены в фильме своей туристической красоты, а представлены буднично, обыкновенно, но при этом подлинно и достоверно, в чём и заключался значительный элемент новизны данного фильма. Тёплиц указывал, что несмотря на неуспех фильма у публики его значение трудно переоценить, как для последующего развития кинематографа итальянских неореалистов, так и в дальнейшей творческой эволюции режиссёра: «„Тони“ обозначил первый шаг Ренуара на пути к социально активному и высокохудожественному искусству. Самостоятельная,  независимая позиция Ренуара сделала его ведущим художником Франции второй половины 30-х годов. Он стал наиболее представительным и последовательным режиссёром периода Народного фронта».
У Ренуара я научился искать простые и надёжные решения. Вспомните «Тони», в основе которого — случай из деревенской жизни. Это социальный, бытовой фильм и в то же время фильм очень необычный, со всякими странностями: перевозка трупа в тележке, револьвер, кошелёк на шее, двоюродный брат героини, который спит на улице и похищает чужой мотоцикл. Я прекрасно чувствую, что происходило в душе Ренуара, когда он снимал этот фильм. Ренуар — кинематографист, который мне наиболее понятен, мотивы его действий мне близки. Мне ясны его
мысли при выборе сюжета, при съёмках и монтаже. Я неоднократно пересматривал фильмы
Ренуара, хорошо его знаю и очень многому у него научился.
Как отмечал Франсуа Трюффо, этот фильм является очень личным для режиссёра: «В каждом жесте Дальбана—Альбера легко узнать Ренуара — Ренуара, который пародирует самого себя, дергая за ниточки своего двойника». По мнению Трюффо эта картина — «трагедия, в которой солнце заменяет рок», и по своим качествам относится к числу пяти или шести самых прекрасных фильмов режиссёра. Также, один из ведущих представителей французской новой волны, и продолжатель традиций Ренуара, который даже назвал Трюффо своим «душеприказчиком» писал, что в этом фильме нашли отражение идеи режиссёра о том, что мир делится скорее «по горизонтали», нежели «по вертикали», то есть на социальные слои, а не на нации: «Это — идея о границах, которые надо упразднить, чтобы разрушить дух вавилонской башни и объединить людей, хотя тем не менее они всегда будут разделены своим происхождением».
Французский кинематографист Роже Леенхард (фр. Roger Leenhardt), рассматривая влияние импрессионизма и натурализма, а также их взаимопроникновение в творчестве Ренуара, отмечал стремление к подлинности в его работах. По его мнению, это верно даже в том случае, если эта подлинность не имеет в своём основании личного опыта и переживаний автора, что является одним из наиболее характерных признаков его работ: «В этом фильме он систематически вводит в кадр металлические виадуки, столбы, карьеры, грузовики среди оливковых деревьев. Словом, всё то, что постарался бы не показать банальный пейзажист экрана, но что делает из Мартигской равнины в фильме „Тони“ настоящий Прованс, а не условную провансальскую декорацию».
Американский режиссёр Уэс Андерсон назвал «Тони» одним из своих  любимых фильмов, отмечая, что история итальянских иммигрантов показана в нем прекрасно, лирично и очень печально: «В общем, это великий фильм Ренуара».
В апреле 2019 года отреставрированная версия фильма,  подготовленная специализирующейся на реставрации старого кино компанией "L'Image Retrouvée" (Париж, Болонья), была отобрана для показа в секции «Каннская классика» и показана на Каннском кинофестивале 2019 года.

## Награды
- 1937 — премия New York Film Critics Circle Awards за лучший фильм на иностранном языке[41][42].